# Wonboyn Lake
Wonboyn Lake är en sjö i Australien. Den ligger i delstaten New South Wales, i den sydöstra delen av landet, omkring 390 kilometer söder om delstatshuvudstaden Sydney. 
I omgivningarna runt Wonboyn Lake växer i huvudsak städsegrön lövskog. Genomsnittlig årsnederbörd är 1 209 millimeter. Den regnigaste månaden är juni, med i genomsnitt 224 mm nederbörd, och den torraste är juli, med 40 mm nederbörd.